# Cheminon
Cheminon ist eine französische Gemeinde mit 595 Einwohnern (Stand: 1. Januar 2022) im Département Marne in der Region Grand Est (vor 2016: Champagne-Ardenne). Sie gehört zum Arrondissement Vitry-le-François und ist Mitglied im Gemeindeverband Communauté d’agglomération du Grand Saint-Dizier, Der et Vallées. Die Bewohner werden Cheminoniers und Cheminonières genannt.

## Geographie
Cheminon liegt etwa elf Kilometer nordnordwestlich von Saint-Dizier. Umgeben wird Cheminon von den Nachbargemeinden Pargny-sur-Saulx im Norden und Nordwesten, Sermaize-les-Bains im Norden, Mognéville im Osten und Nordosten, Beurey-sur-Saulx im Osten, Trois-Fontaines-l’Abbaye im Süden sowie Maurupt-le-Montois im Westen.

## Bevölkerungsentwicklung
| 1962                       | 1968 | 1975 | 1982 | 1990 | 1999 | 2006 | 2018 |
| -------------------------- | ---- | ---- | ---- | ---- | ---- | ---- | ---- |
| 685                        | 705  | 619  | 736  | 707  | 640  | 623  | 606  |
| Quellen: Cassini und INSEE |      |      |      |      |      |      |      |

## Sehenswürdigkeiten
- Kirche Saint-Nicolas
- Zisterzienserkloster Cheminon, 1102 gegründet, ab 1136 zum Zisterzienserorden gehörig, 1791 aufgelöst

## Persönlichkeiten
- César-Pierre Richelet (1626–1698), Romanist und Übersetzer